# Инони, Эфраим
Эфраим Инони (фр. Ephraïm Inoni род. 16 августа 1947) — камерунский политический и государственный деятель, премьер-министр Камеруна с 8 декабря 2004 по 30 июня 2009, член правящей партии Камерунское народно-демократическое движение.
В 1981—1982 был муниципальным казначеем в Дуале, в 1982—1984 казначеем камерунского посольства в США, директором службы расчёта сбалансирования в министерстве финансов в 1984—1988. В 1992 он стал сперва государственным секретарём по финансам, а затем заместителем генерального секретаря президентской администрации.
В 2004 президент страны Поль Бийя назначил Инони премьер-министром. До того в том же году Инони возглавлял кампанию поддержки президента в Юго-Западной провинции в период президентских выборов.
В апреле 2012 был арестован по подозрению в коррупции.
Инони принадлежит к англоязычной группе населения Камеруна и народу баквери.